# باري روبرتس (كاتب)
باري روبرتس (بالإنجليزية: Barrie Roberts)‏ (1939، هامبشير في المملكة المتحدة - 2007)؛ محامي وروائي بريطاني.